# Pierre Pruvost
Pierre Pruvost  (Raismes, departamento de Nord, 1 de agosto de 1890 — Paris, 5 de junho de 1967) foi um geólogo francês.
Foi professor de geologia e mineralogia na Faculdade das Ciências da Université Lille Nord de France e professor honorário de geologia geral na Sorbonne.
Seus estudos geológicos permitiram-lhe acumular uma grande quantidade de observações e dados sobre a formação e a estrutura das três principais bacias carboníferas francesas. Estas investigações explicaram a acumulação dos sedimentos sobre grandes profundidades, e a alternância de camadas estéreis e veias de carvão, pelo fenômeno da subsidência.
Em 1954 tornou-se membro da Academia das Ciências da França e, em 1959, foi laureado com a Medalha Wollaston pela Sociedade Geológica de Londres.  

## Obras
- "Introduction à l'étude du bassin houiller du Nord et du Pas-de-Calais ; la faune continentale du terrain houiller du Nord de la France", 1918.
- "Sédimentation et Subsidence", 1930.
- "Description géologique détaillée du bassin houiller de la Sarre et de la Lorraine", 1934.